# Armstrong Whitworth Aircraft
Sir W. G. Armstrong Whitworth Aircraft Company, o Armstrong Whitworth Aircraft (AWA), era un fabricante de aviones británico. La compañía, fundada en 1912, estuvo operativa hasta 1961. 

## Historia

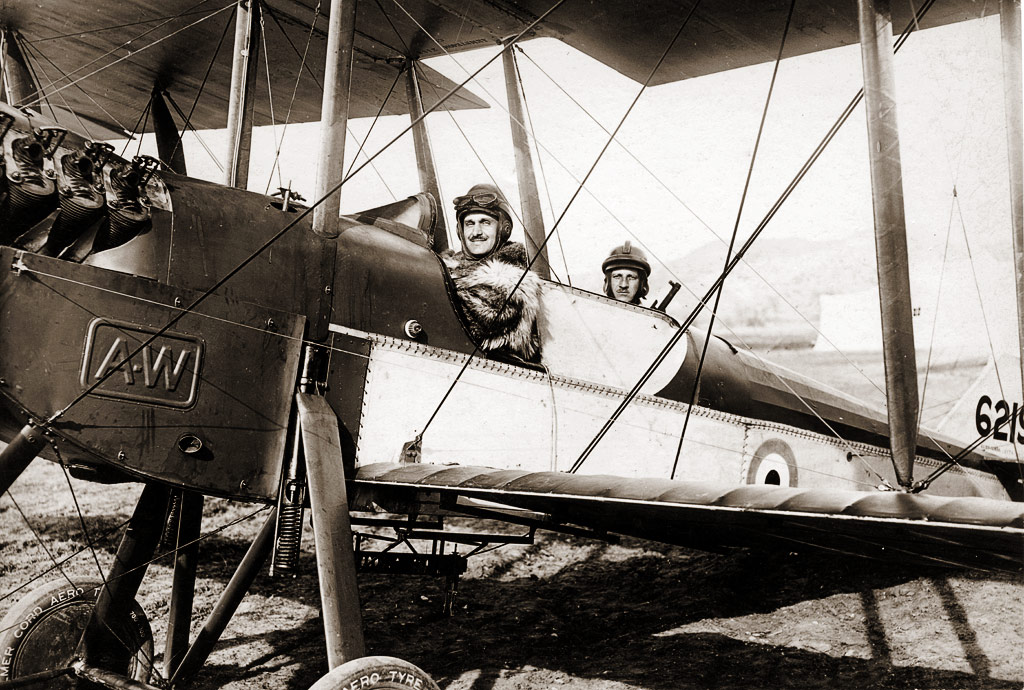
Armstrong Whitworth F.K.3

Armstrong Whitworth Aircraft se estableció como el Departamento Aéreo del grupo de ingeniería Sir WG Armstrong Whitworth & Company en Newcastle-upon-Tyne en 1912. Entre 1914 y 1917, contrató al diseñador de aviones holandés Frederick Koolhoven, diseñador de los modelos de avión "FK" construidos por la firma.
En 1920, Armstrong Whitworth adquirió el fabricante de motores y automóviles Siddeley-Deasy. Los negocios de motores y automoción de ambas compañías se escindieron como Armstrong Siddeley, y el negocio aeronáutico pasó a ser la Sir W. G. Armstrong Whitworth Aircraft Company. Cuando Vickers y Armstrong Whitworth se fusionaron en 1927 para formar Vickers-Armstrongs, J. D. Siddeley compró Armstrong Whitworth Aircraft y Armstrong Siddeley, que no se unieron a la nueva agrupación. Esto dejó dos compañías de aviones con Armstrong en el nombre: Vickers-Armstrongs (generalmente conocida como "Vickers") y "Armstrong-Whitworth". 
El avión más exitoso fabricado por Armstrong-Whitworth en el período de entreguerras fue el Siskin, que voló por primera vez en 1919 y permaneció en servicio de la RAF hasta 1932, con 485 unidades producidas.
En 1935, J. D. Siddeley se retiró y Armstrong Hawker Aircraft sería adquirida por Hawker Aircraft, convirtiéndose el nuevo grupo en Hawker Siddeley Aircraft. Las empresas componentes de Hawker Siddeley cooperaron entre sí, pero siguieron operando como entidades diferenciadas.
En marzo de 1936, el primer bombardero fabricado porArmstrong Whitworth Whitley realizó su vuelo inaugural. En los siete años siguientes, hasta julio de 1943, se produjo un total de 1814 aviones para la RAF coincidiendo con la Segunda Guerra Mundial. Durante la guerra, Armstrong Whitworth también produjo 1328 bombarderos pesados Avro Lancaster y diseñó el bombardero de reconocimiento Armstrong Whitworth Albemarle, que luego sería fabricado por A. W. Hawksley Ltd, perteneciente al grupo Hawker Siddeley.
Armstrong Whitworth construyó 281 Avro Lincoln en Baginton desde 1945 hasta 1951. Posteriormente, durante la década de 1950 Armstrong Whitworth Aircraft construyó muchos aviones de combate Gloster Meteor, Hawker Seahawk, Hawker Hunter y Gloster Javelin en sus fábricas de Bitteswell y Baginton para la Real Fuerza Aérea, la Marina Real y la Real Fuerza Aérea Belga. 
El avión Armstrong Whitworth Apollo no tuvo éxito, y la compañía finalmente se fusionó con otra compañía de Hawker Siddeley, la Gloster Aircraft Company, para formar Whitworth Gloster Aircraft en 1961. En 1963 Hawker Siddeley eliminó los nombres de las compañías de la denominación de sus productos, de forma que el último producto de Armstrong Whitworth, el avión de transporte Argosy, se convirtió en el Hawker Siddeley Argosy.

## Productos

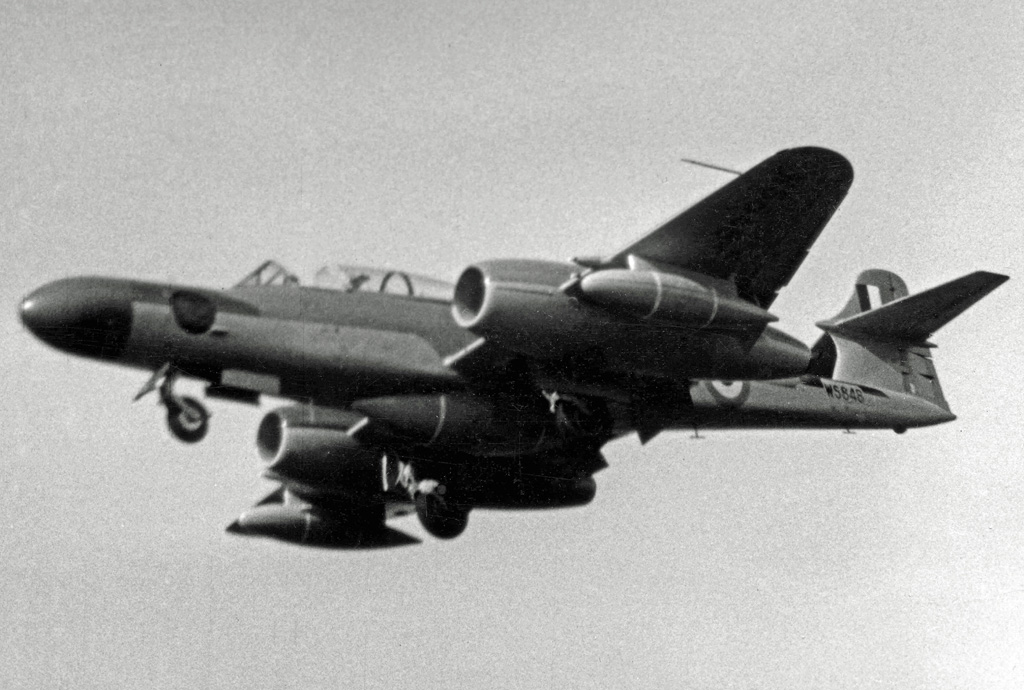
El último de los 100 cazas nocturnos Gloster Meteor NF.14 construidos para la RAF en las fábricas de AWA, exhibido en el Salón Aeronáutico de Farnborough de 1954

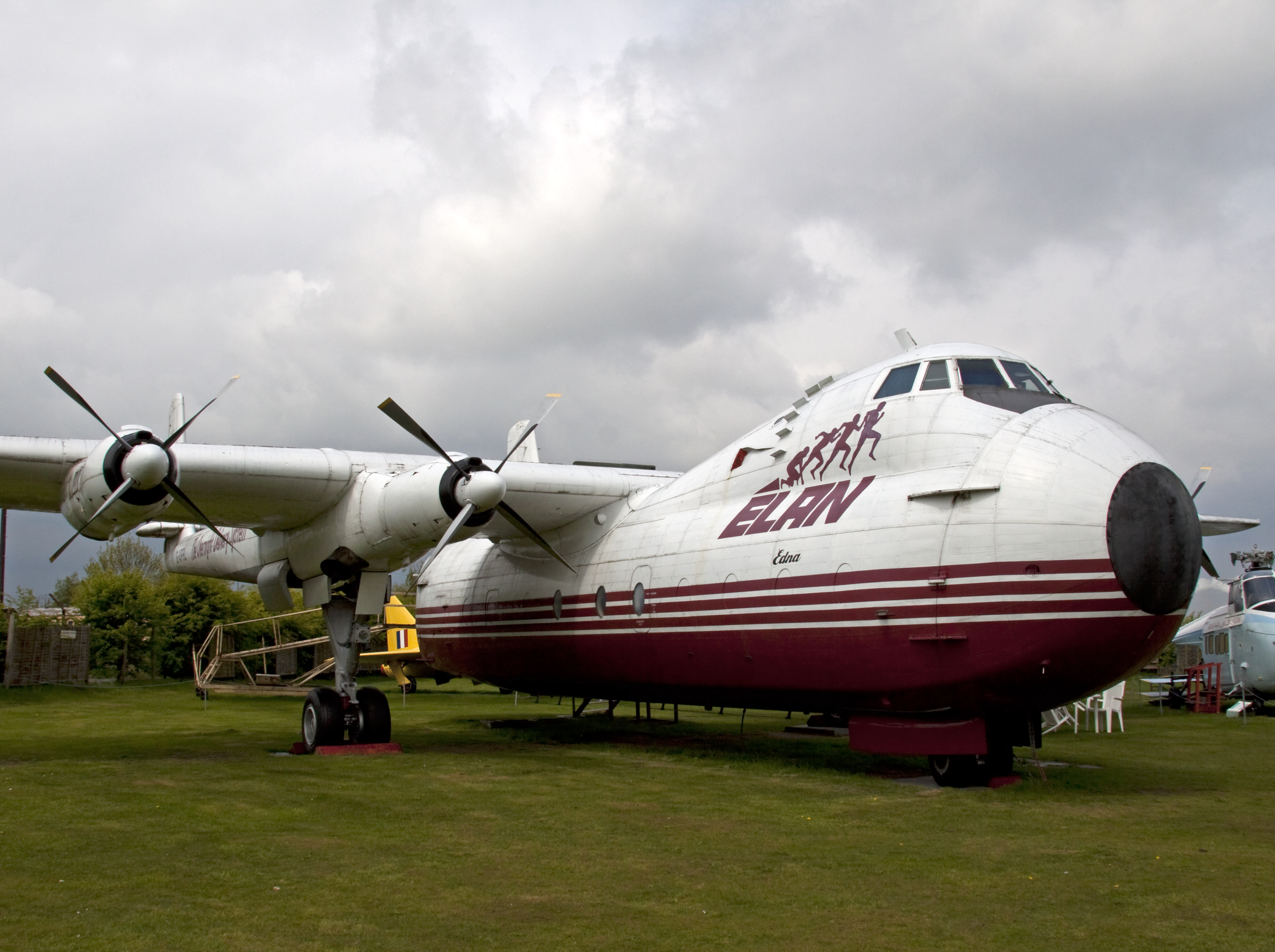
Argosy en el Museo del Aire Midland

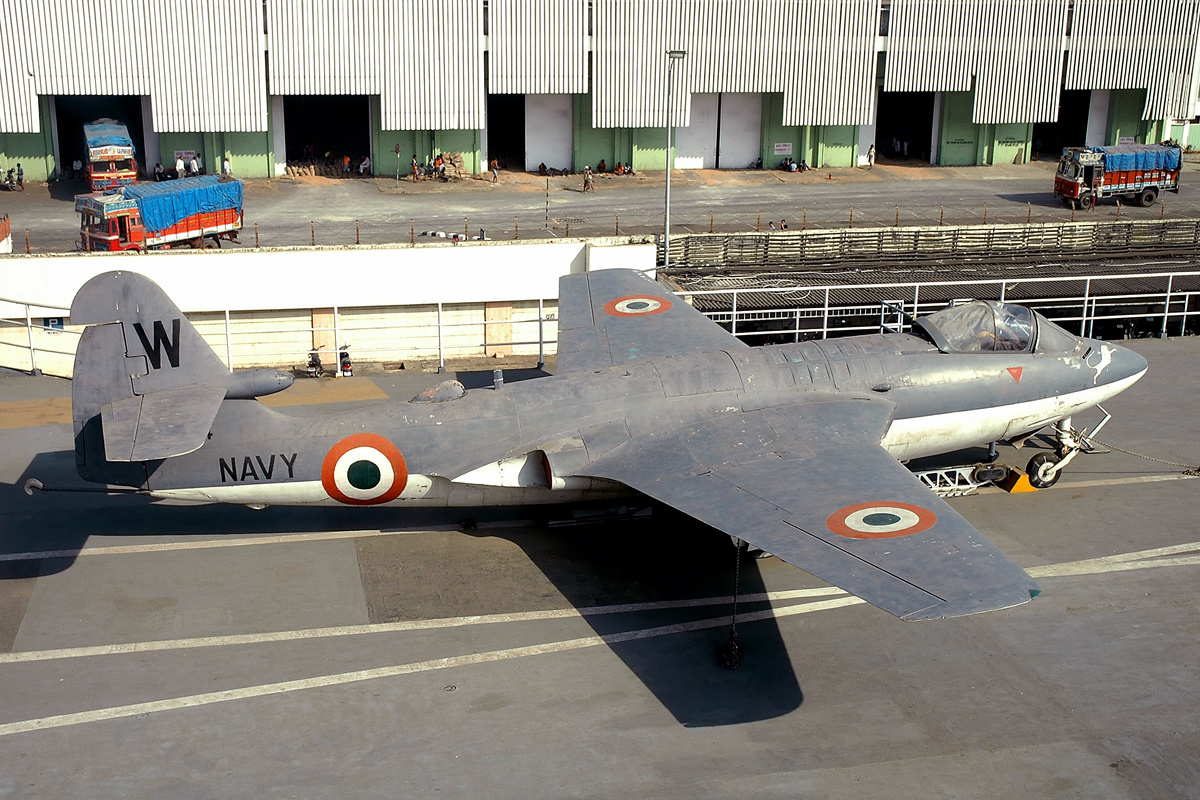
Sea Hawk

### Aeronave
Fecha del primer vuelo entre paréntesis. 
Departamento Aéreo de Armstrong Whitworth
- Armstrong Whitworth F.K.1 (1914) - "Sissit"
- Armstrong Whitworth F.K.3 (1915)
- Armstrong Whitworth F.K.4 (1915) - para la góndola de un Dirigible Clase SS
- Armstrong Whitworth F.K.6 (1916) - Triplano de caza escolta
- Armstrong Whitworth F.K.8 (1916) - "Big Ack" (1200 construidos)
- Armstrong Whitworth F.K.9 (1916)
- Armstrong Whitworth F.K.10 (1917) - "Cuadriplano" (8 construidos)
- Armstrong Whitworth Armadillo (1918) (Uno construido)
- Armstrong Whitworth Ara (1919)
- Armstrong Whitworth Tadpole
- Armstrong Whitworth Siskin (1919) (485 construidos)

Armstrong-Siddeley Aircraft
- Armstrong-Siddeley Siniai (1921) - Bombardero (1 construido)[11]

Armstrong-Whitworth Aircraft
- Armstrong Whitworth Awana (1923)
- Armstrong Whitworth Wolf (1923)
- Armstrong Whitworth Atlas (1925)
- Armstrong Whitworth Ajax (1925)
- Armstrong Whitworth A.W.14 Starling
- Armstrong Whitworth Ape (1926)
- Armstrong Whitworth Argosy (1926)
- Armstrong Whitworth A.W.15 Atalanta (1932)
- Armstrong Whitworth A.W.16 (1930)
- Armstrong Whitworth A.W.17 Aries (1930)
- Armstrong Whitworth A.W.18 - proyecto de bombardero pesado
- Armstrong Whitworth A.W.19 (1934)
- Armstrong Whitworth A.W.20 - proyecto de bombardero diurno monoplano
- Armstrong Whitworth A.W.21 - proyecto de caza monoplano
- Armstrong Whitworth A.W.22 - proyecto de monoplano
- Armstrong Whitworth A.W.23 (1935)
- Armstrong Whitworth A.W.24 - proyecto de bombardero diurno monoplano
- Armstrong Whitworth A.W.27 Ensign (1938)
- Armstrong Whitworth A.W.28 - proyecto de caza biplano de un solo asiento
- Armstrong Whitworth A.W.29 (1936): diseño que compite según la Especificación P.27/32 para un bombardero diurno
- Armstrong Whitworth A.W.30 - proyecto de bombardero monoplano bimotor
- Armstrong Whitworth A.W.31 - proyecto de caza biplano de un solo asiento
- Armstrong Whitworth A.W.32 - proyecto de monoplano de dos asientos reforzados
- Armstrong Whitworth A.W.33 - proyecto de caza de torreta monoplano bimotor de dos asientos
- Armstrong Whitworth A.W.34 - proyecto de caza bimotor
- Armstrong Whitworth A.W.35 Scimitar (1935)
- Armstrong Whitworth A.W.36 - proyecto de biplano cooperativo del ejército de dos asientos
- Armstrong Whitworth A.W.37 - proyecto de biplano de propósito general de dos asientos
- Armstrong Whitworth A.W.38 Whitley (1936)
- Armstrong Whitworth A.W.39 - proyecto de bombardero pesado
- Armstrong Whitworth A.W.40 - proyecto de monoplano de correos
- Armstrong Whitworth A.W.41 Albemarle (1940)
- Armstrong Whitworth A.W.43 - proyecto de avión de pasajeros monoplano
- Armstrong Whitworth A.W.44 - proyecto de bombardero de cuatro motores
- Armstrong Whitworth A.W.45 - proyecto de bombardero medio monoplano (¿y/o de reconocimiento?)
- Armstrong Whitworth A.W.48 - proyecto de bombardero medio (¿pesado?)
- Armstrong Whitworth A.W.49 - proyecto de bombardero de ala laminar de doble brazo (ataque a baja cota)

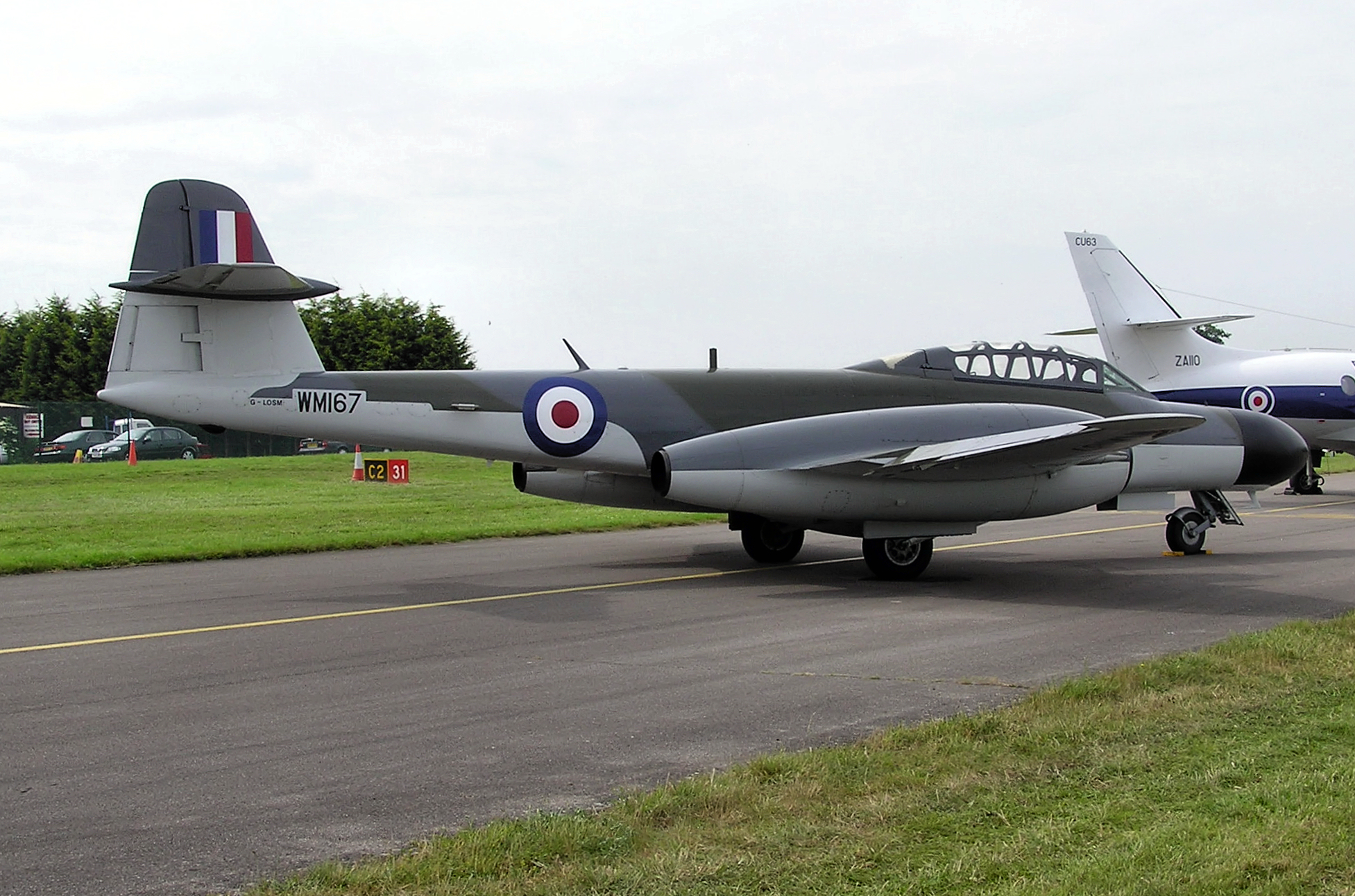
Gloster Meteor NF11 de propiedad privada en 2005. Construido por Armstrong Whitworth en 1952 en su fábrica de Baginton (Coventry)

- Armstrong Whitworth A.W.50 - proyecto de monoplano sin cola
- Armstrong Whitworth A.W.51 - proyecto de planeador sin cola de dos asientos
- Armstrong Whitworth A.W.52 (1947) - ala volante, solo prototipos

- Armstrong Whitworth A.W.53 - proyecto de bimotor rápido de exploración de torpedos (¿bombardero?)
- Armstrong Whitworth A.W.54 - proyecto de avión de reconocimiento naval
- Armstrong Whitworth A.W.55 Apollo (1949)
- Armstrong Whitworth A.W.56 - proyecto de bombardero mediano de ala voladora
- Armstrong Whitworth A.W.57 - proyecto de transporte de pasajeros de 4 motores de rango medio
- Armstrong Whitworth A.W.58 - proyecto avanzado de avión de investigación Mach 1.2 con ala en flecha de 59°
- Armstrong Whitworth A.W.59 - propuesta de avión de investigación de barrido de ala variable
- Armstrong Whitworth Argosy (A.W. 650/660) (1959)
- Armstrong Whitworth A.W.681 - diseño propuesto de aviones de transporte militar STOL
- Armstrong Whitworth A.W.690 - versión VTOL propuesta del transporte Nord Noratlas
- Armstrong Whitworth A.W.168 - diseño de bombardero táctico propuesto
- Armstrong Whitworth A.W.169 - diseño propuesto para el interceptor supersónico de gran altitud según el Requisito Operativo F.155
- Armstrong Whitworth A.W.171 - ala voladora supersónica VTOL
- Hawker Sea Hawk - producido como parte de Hawker Siddeley Aircraft
- Armstrong Whitworth Meteor NF.11 - rediseño del Gloster Meteor producido como parte de Hawker Siddeley Aircraft

### Dirigibles
- Dirigible R25r
- Dirigible R29
- Dirigible R33

### Misiles
- Seaslug (misil)